# Slimane
Slimane Nebchi (n. 13 octombrie 1989, Montfermeil, Métropole du Grand Paris, Franța), cunoscut și profesional sub mononimul Slimane, este un compozitor francez. A devenit cunoscut după ce a câștigat sezonul 5 al The Voice: la plus belle voix. Ca parte a carierei sale solo, a obținut peste douăzeci și cinci de înregistrări în topul francez, inclusiv un single pe primul loc în calitate de artist principal cu piesa „Bella ciao”. Nebchi a lansat patru albume de studio în timpul carierei sale, trei dintre ele ajungând pe primul loc în topurile franceze de albume. El este ales să reprezinte France la Concursul Muzical Eurovision 2024 cu piesa „Mon amour”.

## Tinerețe
Slimane Nebchi s-a născut pe 13 octombrie 1989 în Chelles, Seine-et-Marne, Franța.
Este de origine algeriană prin bunicii săi, care au migrat la Paris din Biskra și Ghazaouet. A urmat Liceul Jehan de Chelles, apoi s-a mutat în Les Lilas, o suburbie a Parisului, unde a lucrat pentru société ATEED.

## Cântând
A început să distribuie muzică online, inclusiv compoziții proprii precum „Toi et moi”, „Je n’y suis pour rien”, „Salem” și „Amour Impossible”, acesta din urmă în duo cu Princesse Sofia. Înainte de The Voice, a participat la o serie de concursuri muzicale – Nouvelle Star în 2009, X Factor în 2011 și Encore une chance în 2012 și în sezonul 2 al Je veux signer chez AZ. A cântat în timpul turneului Star Music Beach în 2012 cu Richard Cross.
În 2015, a obținut un rol secundar în musicalul francez Marie-Antoinette et le Chevalier de Maison-Rouge al lui Didier Barbelivien, lansat în 2017.
În 2016, la vârsta de 26 de ani, a audiat pentru sezonul 5 din The Voice: la plus belle voix cântând „À fleur de toi” inițial de Vitaa. Toți cei patru judecători și-au întors scaunele, indicând în show-ul că doresc să-l ducă în runda următoare. A ales să fie în echipa Florent Pagny. Pe 14 mai 2016, a câștigat titlul cu 33% din voturile publicului, învingându-l pe colegul său finalist, MB14.